# Río Caunahue
Río Caunahue är ett vattendrag i Chile.   Det ligger i regionen Región de Los Ríos, i den södra delen av landet, 800 km söder om huvudstaden Santiago de Chile. Río Caunahue ligger vid sjön Lago Ranco.
Området kring Río Caunahue är glesbefolkat, med 11 invånare per kvadratkilometer.